# Xoắn đại tràng sigma
Xoắn đại tràng sigma là tình trạng xoắn ruột ảnh hưởng tới đại tràng sigma. Nó là nguyên nhân gây tắc ruột và táo bón. Bệnh lý này phổ biến nhất ở châu Á, Ấn Độ (7% tắc ruột) và đặc biệt là Nam Ấn Độ do chế độ ăn có hàm lượng xơ cao.

## Triệu chứng lâm sàng
Đau bụng – ban đầu khu trú bên trái sau đó lan ra khắp bụng
Táo bón
Bụng chướng căng
Nôn muộn và mất nước
Các dấu hiệu viêm phúc mạc
Nấc và buồn nôn có thể xảy ra

## Nguyên nhân
Hay gặp ở nam giới lớn tuổi. Nó cũng khá phổ biến ở những người táo bón mãn tính và lạm dụng thuốc nhuận tràng.
Nguyên nhân phổ biến là:
Hội chứng Ogilvie
Thiểu năng trí tuệ
Bệnh Chagas
Suy giáp
Thuốc kháng cholinergic
Xơ cứng rải rác
Xơ cứng bì
Bệnh Parkinson
Xoắn đại tràng sigma luôn quay ngược chiều kim đồng hồ. Cần phải quay một vòng rưỡi để gây tắc nghẽn mạch máu và hoại tử đó đã dẫn đến thủng ruột ở gốc hay đỉnh của quai ruột.

## Chẩn đoán
1. X-quang bụng không chuẩn bị(chẩn đoán được khoảng 70 đến 80%): dấu hiệu hạt cà phê[1]
2. X quang bụng bơm thuốc cản quang: dấu hiệu mỏ chim
3. Cắt lớp vi tính: dấu hiệu xoáy nước đặc trưng[2]
4. Máu: haematocrit, chức năng thận, điện giải

## Điều trị
Đặt sonde dạ dày
Truyền dịch đường tĩnh mạch
Đặt catheter
Thuốc kháng sinh
Bơm hơi qua hậu môn hoặc nội soi đại tràng sigma để tháo xoắn.
Nếu không tháo xoắn cần mở bụng qua đường giữa và tháo xoắn bằng tay. Nếu có thể cần cố định ruột vào thành bên bụng hoặc xương chậu
Nếu ruột bị hoại tử, cần thực hiện phẫu thuật Hartmann hoặc Paul Milulikz.